# کانونت جی-۳ کیوال۱۷
کانونت جی-۳ کیوال۱۷ (به انگلیسی: Canonet G-III QL17) یک دوربین عکاسی تک‌لنزی بازتابی ساخت شرکت کانن است.